# Lê Văn Dũng
Lê Văn Dũng (sinh năm 1945) là một tướng lĩnh cao cấp, quân hàm Đại tướng Quân đội nhân dân Việt Nam. Ông từng giữ chức vụ Bí thư Trung ương Đảng Cộng sản Việt Nam, Chủ nhiệm Tổng cục Chính trị Quân đội nhân dân Việt Nam (từ 2001 đến 2011) và Tổng Tham mưu trưởng Quân đội nhân dân Việt Nam (từ 1998 đến 2001). Huân chương Hồ Chí Minh (năm 2014)

## Tiểu sử
Ông tên thật là Nguyễn Văn Nới, sinh ngày 25 tháng 12 năm 1945 tại xã Phong Mỹ (nay là xã Phong Nẫm), huyện Giồng Trôm, tỉnh Bến Tre.
Năm 1963, ông thoát ly gia đình, lấy tên mới là Lê Văn Dũng.

### Trưởng thành trongChiến tranh Việt Nam
• Ngày 14 tháng 5 năm 1963, ông nhập ngũ vào bộ đội chủ lực của Quân Giải phóng Miền Nam, trở thành chiến sĩ trinh sát của Đại đội 12 Tiểu đoàn 3, Đoàn Q761 (tức Đoàn Bình Giã).
• Từ khi Công trường 9 (sư đoàn 9) được thành lập, ông lần lượt giữ các chức vụ Tiểu đội trưởng trinh sát, Trung đội phó bộ binh, Trung đội trưởng, Đại đội phó Đại đội 12 Tiểu đoàn 3 Trung đoàn 1 Sư đoàn 9.
• Ông được kết nạp Đảng Lao động Việt Nam ngày 23 tháng 9 năm 1965, trở thành đảng viên chính thức ngày 23 tháng 9 năm 1966.
• Tháng 6 năm 1968, ông chuyển sang công tác chính trị quân đội, được cử làm Chính trị viên Đại đội 6 Tiểu đoàn 2 Trung đoàn 1 Sư đoàn 9.
• Tháng 3 năm 1969, ông là Chính trị viên phó, tháng 9 cùng năm trở thành Chính trị viên Tiểu đoàn 2, Trung đoàn 1, Sư đoàn 9.
• Tháng 12 năm 1970, ông được cử đi học tại H14 (Trường trung cấp Quân chính thuộc Bộ chỉ huy Miền, lớp cán bộ trung đoàn). Tháng 6 năm 1971, ông trở về đơn vị, được cử làm Phó chủ nhiệm Chính trị Trung đoàn 1 Sư đoàn 9, cấp bậc Đại úy.
• Tháng 3 năm 1973, ông được thăng làm Phó chính ủy kiêm Chủ nhiệm chính trị Trung đoàn 1 Sư đoàn 9 (từ 20 tháng 7 năm 1974 thuộc Quân đoàn 4), cấp bậc Thiếu tá. Tháng 10 năm 1974, ông giữ vị trí Chính ủy Trung đoàn 1 Sư đoàn 9, cấp bậc Trung tá. Ông tham gia Chiến dịch Hồ Chí Minh, thuộc cánh quân Tây Nam của đoàn 232 - Binh đoàn Cửu Long.

### Trở thành chỉ huy cao cấp
• Đơn vị ông làm nhiệm vụ quốc tế ở Campuchia, tháng 12 năm 1977 ông được triệu hồi về nước và cử đi học bổ túc văn hóa tại Trường Văn hóa Bộ Quốc phòng.
• Tháng 8 năm 1978, ông theo học tại Học viện Quân sự cấp cao. Ông tham gia Chiến dịch phản công biên giới Tây-Nam Việt Nam.
• Tháng 8 năm 1980, ông trở lại đơn vị, giữ chức Sư đoàn phó kiêm Tham mưu trưởng Sư đoàn 9, Quân đoàn 4 (Binh đoàn Cửu Long), cấp bậc Thượng tá.
• Tháng 4 năm 1984, ông được cử đi học tại Trường Ngoại ngữ Quân sự Bộ Quốc phòng.
• Tháng 6 năm 1986, ông giữ chức vụ Sư đoàn trưởng Sư đoàn 9 Quân đoàn 4, cấp bậc Đại tá.
• Tháng 2 năm 1988, đơn vị ông hoàn thành nhiệm vụ quốc tế và rút về nước, ông được cử đi học bổ túc tại Học viện Frunde Liên Xô. Tháng 4 năm 1989, ông được thăng quân hàm Thiếu tướng.
• Tháng 8 năm 1989 trở về nước, ông được bổ nhiệm Phó tư lệnh thứ nhất Quân đoàn 4.
• Tháng 8 năm 1989, ông được cử đi học bổ túc lý luận cao cấp tại Học viện Chính trị Quân sự. Tháng 9 năm 1990, ông được bổ nhiệm làm Phó tư lệnh kiêm Tham mưu trưởng Quân khu 7.
• Tháng 10 năm 1991, ông được chuyển sang làm Tư lệnh Quân đoàn 4 (Binh đoàn Cửu Long).
• Tháng 10 năm 1995, ông được chuyển trở lại Quân khu 7 giữ chức Tư lệnh.
•Tháng 1 năm 1998, ông được điều về Bộ Quốc phòng, giữ chức Phó chủ nhiệm Tổng cục Chính trị. (Kế nhiệm ông tại Quân khu 7 là Phan Trung Kiên, sau trở thành Thứ trưởng Bộ Quốc phòng). Tháng 4 năm đó, ông được thăng quân hàm Trung tướng.
• Tháng 9 năm 1998, ông được bổ nhiệm làm Thứ trưởng Bộ Quốc phòng kiêm Tổng Tham mưu trưởng Quân đội nhân dân Việt Nam (thay Trung tướng Đào Trọng Lịch tử nạn máy bay).
• Ngày 7 tháng 11 năm 2000, sau vụ cựu phi công Việt Nam Cộng hòa Lý Tống đã cướp một chiếc máy bay nhỏ tại Thái Lan bay sang Thành phố Hồ Chí Minh, thả hơn 50.000 tờ truyền đơn. Vì vụ kiểm điểm này ông bị kỷ luật hình thức khiển trách do liên quan tới trách nhiệm trên cương vị Tổng tham mưu trưởng.
• Tháng 5 năm 2001, ông chuyển công tác trở lại Tổng cục Chính trị Quân đội nhân dân Việt Nam, giữ chức Chủ nhiệm. (Kế nhiệm chức vụ Tổng tham mưu trưởng là Trung tướng Phùng Quang Thanh, sau trở thành Bộ trưởng Quốc phòng).
• Ông được Chủ tịch nước thăng quân hàm từ Trung tướng lên Thượng tướng tháng 6 năm 2003, lên Đại tướng vào tháng 7 năm 2007 (cùng được thăng Đại tướng vào đợt này có bộ trưởng Phùng Quang Thanh).
• Ông trúng cử Ủy viên Ban Chấp hành Trung ương các khóa VIII, IX, X, được bầu vào Ban Bí thư các khoá IX, X.
• Ông cũng được bầu làm Đại biểu Quốc hội các khóa XI, XII.
• Ông không tham gia tái cử tại Đại hội Đảng Cộng sản Việt Nam XI, một động thái được cho là chuẩn bị để cho ông nghỉ hưu. Trung tướng Ngô Xuân Lịch, Phó Chủ nhiệm Tổng cục Chính trị, được bầu vào Ban Bí thư tại kỳ đại hội này, đã kế nhiệm ông trong chức vụ Chủ nhiệm Tổng cục Chính trị Quân đội nhân dân Việt Nam kể từ ngày 1 tháng 3 năm 2011.

## Khen thưởng
- Huân chương Hồ Chí Minh (năm 2015).[1]
- Huân chương Kháng chiến hạng Nhất.
- Huân chương Quân công hạng Nhất.
- Huân chương Quân công hạng Ba.
- 05 Huân chương Chiến công hạng Nhất.
- Huân chương Chiến công hạng Nhì.
- Huân chương Chiến công hạng Ba.
- Huân chương Chiến công giải phóng hạng Nhất.
- Huân chương Chiến công giải phóng hạng Nhì.
- Huân chương Chiến công giải phóng hạng Ba.
- Huân chương Chiến sĩ giải phóng hạng Nhất.
- Huân chương Chiến sĩ giải phóng hạng Nhì.
- Huân chương Chiến sĩ giải phóng hạng Ba.
- Huy chương Quân kỳ quyết thắng.
- Huân chương Chiến sĩ vẻ vang hạng Nhất, Nhì, Ba.
- Huân chương Bảo vệ tổ quốc hạng Nhất (Nhà nước Campuchia tặng) [4]
- Huy hiệu 55 năm tuổi Đảng (2020).
- Huy hiệu 60 năm tuổi Đảng (2024).

## Kỷ luật
- Ngày 24 tháng 3 năm 2001; ông bị Ban Chấp hành Trung ương Đảng Cộng sản Việt Nam khóa VIII (Hội nghị Trung ương lần 11) kỷ luật khiển trách vì ông chưa làm tròn trách nhiệm chỉ đạo, ngăn chặn những hoạt động của cựu phi công Việt Nam Cộng Hoà Lý Tống sau khi cướp một chiếc máy bay nhỏ truyền đơn tại Thái Lan bay sang Thành phố Hồ Chí Minh và thả 50.000 truyền đơn.(Cùng với Phạm Văn Trà).Trước khi bị kỷ luật trong vai trò cương vị Tổng tham mưu trưởng Quân đội nhân dân Việt Nam, Thứ trưởng Bộ Quốc phòng.

## Lịch sử thụ phong quân hàm
| Cấp bậc | Đại úy | Thiếu tá | Trung tá | Thượng tá | Đại tá | Thiếu tướng | Trung tướng | Thượng tướng | Đại tướng |  |  |
|         |        |          |          |           |        |             |             |              |           |  |  |